# Formación de Cándana

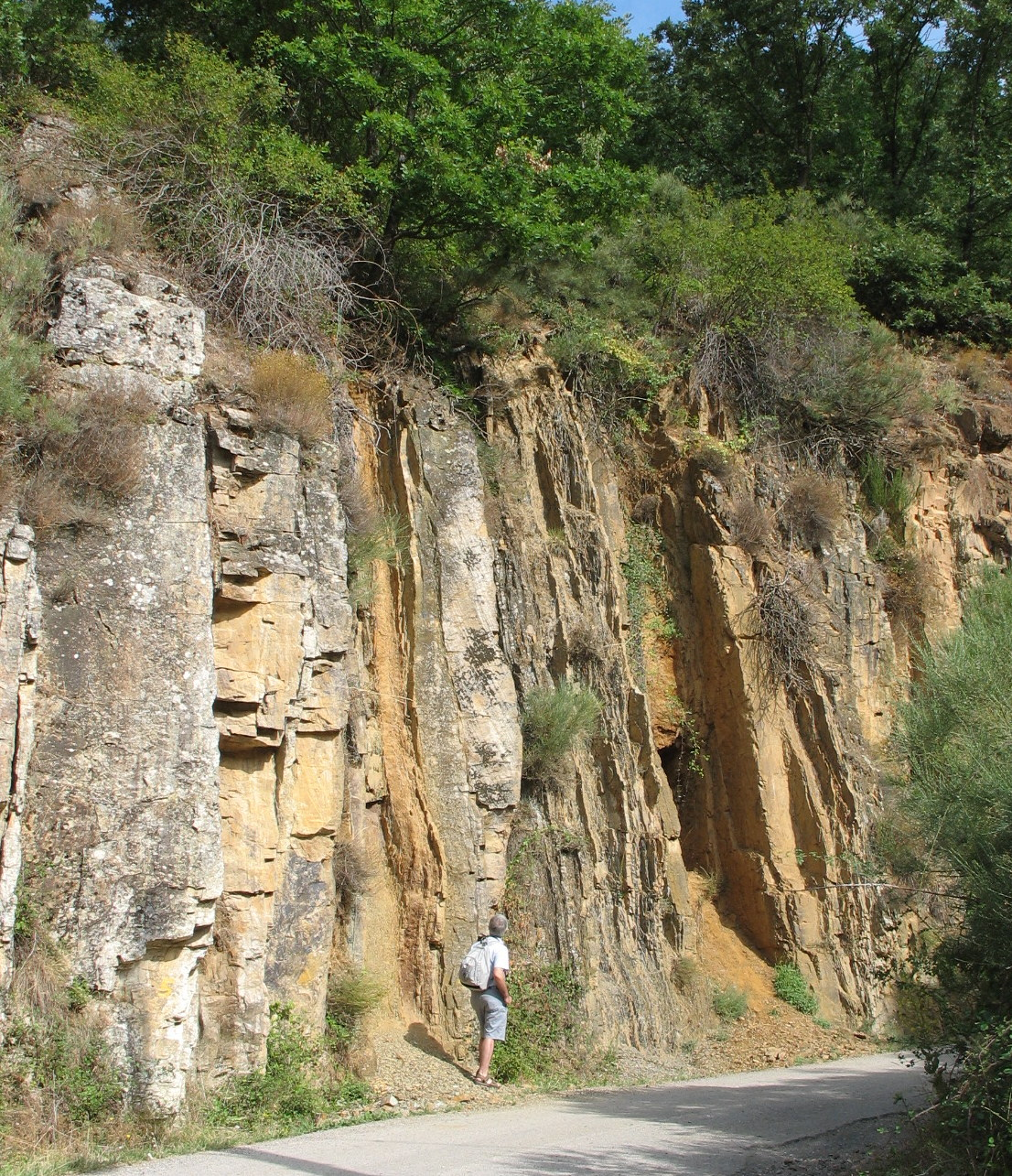
Afloramiento de la Formación Areniscas de la Herrería en Barrios de Luna. Capas verticales, con el muro a la izquierda y el techo a la derecha de la imagen.

La Formación de Cándana o Formación de Herrería es una de las unidades estratigráficas que conforman las zonas geológicas Asturoccidental-Leonesa (ZAOL) y Zona Cantábrica, situadas al noroeste y norte de la península ibérica. Data del Cámbrico Inferior, llega a tener entre 1000 y 2000 metros de espesor y está formada por una alternancia de cuarcitas, areniscas feldespáticas y pizarras.

## Estratigrafía
La formación de Cándana es un conjunto detrítico situado de manera discordante sobre las materiales precámbricos de la Formación Mora o Pizarras de Narcea. Sobre ella se disponen concordantemente las formaciones cámbricas Caliza de Vegadeo (ZAOL) o Formación Láncara (ZC), datadas en el límirte entre el Cámbrico Inferior y el Cámbrico Medio, y la serie de Los Cabos, del Cámbrico Medio y Ordovícico Inferior. Su espesor es bastante variable, pero puede llegar a los 1000 y 2000 m en el Antiforme de Narcea. Se compone de tres miembros diferenciados en su litología y composición mineral.
- El miembro inferior se dispone sobre una base de cuarcitas de grano grueso, en ocasiones microconglomeráticas, sobre la que se alternan cuarcitas y pizarras verdes, areniscas feldespáticas con fragmentos de cuarcitas y pizarras y niveles de calizas o dolomías en capas y cuerpos lenticulares; En lo que respecta a la mineralogía, en las areniscas y cuarcitas predominan el cuarzo, clorita y sericita, y en las pizarras, la clorita y sericita. Es característica la presencia de glauconita en las areniscas, consistente con la deposición de sedimentos en un ambiente marino de poca profundidad.
- El miembro medio está compuesto por cuarcitas, areniscas e intercalaciones de pizarras en secuencia granocreciente, materiales constituidos principalmente por cuarzo y, en menor cantidad, micas y, en el caso de las areniscas, abundante feldespato potásico.
- la serie culmina con un miembro superior de pizarras y areniscas conocido como Capas de Transición, o Capas de Barrios, con lutitas verdes y grises. Este nivel no suele aflorar completamente en la ZAOL.

El tamaño y espesor del conglomerado de la base de la formación disminuye en los afloramientos situados al sur y al oeste de la ZAOL, donde se observa en toda la serie un grano de menor tamaño y una mayor proporción de pizarras.

## Paleontología
La formación es relativamente pobre en fósiles, excepto en los niveles superiores. Se ha hallado un gran número de icnofósiles de los géneros Rusophycus, Bergaueria, Planolites y Astropolithon. El techo de la formación contiene trilobites, como Metaloxides, Dolerolenus, Analoxides y Lunolenus, y los arqueociatos Ajacicyathus, Coscinocyathus y Archaeofungia. Estos restos de fauna han contribuido a establecer la edad de la serie desde el Vendiense, en el Precámbrico Superior, hasta el Cámbrico Inferior.

## Ambiente de desarrollo
El origen de la formación podría situarse en depósitos marinos situados a poca distancia de la orilla y algunos tramos pueden interpretarse también como sedimentos fluviales, con incursiones marinas en áreas bajas o depositados en un ambiente deltaico. Los niveles de calizas de forma lenticular del primer miembro son atribuidos a depósitos lacustres. Los términos detríticos gruesos son compatibles con el aporte de depósitos aluviales de origen continental y la abundancia de fósiles en las Capas de Transcición sugiere su formación en un ambiente marino de poca profundidad.

## Extensión geográfica
La formación aflora en toda la ZAOL, aunque en el Dominio de Truchas-Couriel apenas llega a los 300 m; aparece de forma muy continua en el flanco oeste del Antiforme de Narcea, donde alcanza su máxima potencia, en el área de Cudillero-La Concha de Artedo; en el sector noroccidental se aprecia completa, mientras que en otras zonas desaparece el límite con los niveles Precámbricos inferiores. En la ZC se presenta de manera más continua al oeste, en el Dominio Somiedo-Correcilla con afloramientos aislados en otras zonas, como la Sierra del Pedrosu. En el dominio de Sobia-Bodón están ocultos los miembros inferiores.

## Nomenclatura
Tanto los nombres «Formación de Cándana» como «Formación de Herrería» se usan para denominar para la formación en la Zona Cantábrica, donde la formación fue descrita por primera vez por el geólogo francés Pierre Comte como «Areniscas de Herrería» en el valle del Porma. En la Zona Asturoccidental-Leonesa, recibe el nombre de «Formación de Cándana» o «Cuarcita de Cándana», denominación acuñada por Franz Lotze Por presentar facies similares e idénticos límites en ambas zonas geológicas, en algunos estudios se ha usado el nombre compuesto «Formación Cándana-Herrería».